# 軽便鉄道法
軽便鉄道法（けいべんてつどうほう、明治43年4月21日法律第57号）は、軽便鉄道を敷設するための手続きに関する法律である。
1910年（明治43年）4月21日に公布、8月3日に施行され、地方鉄道法の施行に伴い1919年（大正8年）8月15日に廃止された。

## 概要
1906年（明治39年）に公布された鉄道国有法により、17社の私設鉄道が国有化された。鉄道国有法第1条は「一般輸送ノ用ニ供スル鉄道ハ総テ国ノ所有トスル」と定め、日本の鉄道は「私設主導から国有主義」へ方針が変更された。
これにより私設鉄道の敷設出願がほとんどなくなるという事態を招いてしまった。国は国有化に要した費用のため、地方における鉄道を敷設するだけの余力はなく、地域開発を推進する観点からすれば、この状況は由々しいことであった。
背景の一つとして、1900年（明治33年）に施行された民間鉄道を監督する私設鉄道法（明治33年法律第64号、全文98箇条）にあった私設鉄道法は国有化された関西鉄道や山陽鉄道など、幹線級の路線を敷設する私設鉄道を対象にしたものであって、許認可に関する条件が厳しく、手続きは煩雑であった。
そのため、地方鉄道の建設を推進するためには、もっと簡易な条件の法律を制定する必要があるのではないかという結論に至り、それに基づいて制定されたのが当法であった。
条文はわずか8箇条に過ぎず、軌間や設備なども簡易なもので良いとし、認可を受ければ道路上に軌道を敷設してよいなど、大幅に規制が緩和されたものとなった。さらに1911年（明治44年）には、この軽便鉄道の敷設を推進するため、軽便鉄道法準拠路線に対し、開業から5年間の間（後の改正で、10年間へ延長）は政府により5％の収益を補償するという軽便鉄道補助法（明治44年法律第17号）が公布され、この後しばらく日本で「軽便鉄道」の敷設ブームを引き起こすことにつながった。
また、私設鉄道法に準拠した路線も、軽便鉄道法へ変更することが認められたため、それまでに敷設された多くの路線が変更した。結果、1918年（大正7年）には私設鉄道法に準拠する路線が皆無になってしまった。
そのため政府では、軽便鉄道法の条項をやや厳しくした上で、私設鉄道法・軽便鉄道法に代わる新しい監督の法律を制定することにし、1919年（大正8年）に地方鉄道法（大正8年法律第52条、全文44箇条）として公布、これに伴い前述の2法はどちらも廃止された。助成制度は、地方鉄道補助法に変更され、継続されることとなった。

## 改正

### 明治44年改正
本法は、1911年（明治44年）、軽便鉄道法中改正法律（明治44年3月25日法律第31号）によって一部改正された。
この改正によって、「株金の第一回払込金額は株金の十分の一迄下ることを得」と規定した私設鉄道法9条2項の規定が軽便鉄道にも準用されることとなった。これによって、軽便鉄道会社は、通常の私設鉄道会社と同様に、払込資本金の10分の1で事業に着手することが可能となった。ただし、この場合においても、私設鉄道会社以外の会社が兼業として軽便鉄道を敷設する場合には、私設鉄道法9条2項の規定が適用除外となっている。
なお、本改正規定は、軽便鉄道法中改正法律附則の規定によって、公布の日（1911年〈明治44年〉3月25日）から施行された。

### 大正5年改正
本法は、1916年（大正5年）、鉄道船舶郵便法中改正法律（大正5年3月7日法律第18号）附則2項によって一部改正された。
従前、本法は、軽便鉄道を利用して運送業をなす場合に鉄道船舶郵便法を準用してきたところであったが（8条）、運送業だけではなく、郵便事業をも軽便鉄道に取り扱わせる必要が生じたため、軽便鉄道により鉄道をもって運送営業をなす者を鉄道船舶郵便法の「鉄道運送業者」と位置付けて郵便事業を取り扱わせることを可能とし（改正後の同法1条）、これに併せて、軽便鉄道法8条の規定を削除したものである。
なお、本改正規定は、大正五年法律第十八号（鉄道船舶郵便法中改正）同第十九号（電信法中改正）、海底電信線保護万国聯合条約罰則施行期日ノ件（大正5年7月22日勅令第185号）によって、1916年（大正5年）8月1日から施行された。

### 大正7年改正
本法は、1918年（大正7年）、軽便鉄道法中改正法律（大正7年4月17日法律第41号）によって一部改正された。
この改正によって、「会社は株式金額払込前と雖も主務大臣の認可を受け線路の延長又は改良の費用に充つる為其資本を増加することを得」と規定した私設鉄道法23条の規定が軽便鉄道にも準用されることとなった。これによって、軽便鉄道会社は、通常の私設鉄道会社と同様に、株式金額の払込前であっても、主務大臣の認可を受けて、線路の延長又は改良の費用に充てるため、資本を増加することが可能となった。ただし、この場合においても、私設鉄道会社以外の会社又は軌道会社以外の会社が兼業として軽便鉄道を敷設する場合には、私設鉄道法23条の規定が適用除外となっている。
なお、本改正規定は、法例（明治31年6月21日法律第10号）1条の規定によって、公布の日（1918年（大正7年）4月17日）から20日が経過した1918年（大正7年）5月7日から施行された。

## 国有鉄道における利用
軽便線も参照のこと
当法の対象は主に民営鉄道であったが、施行翌年の1911年（明治44年）から国有鉄道においても利用された。
国有鉄道では鉄道敷設法の規定に基づき計画路線を建設して来たが、この頃から同法の予定線が幹線鉄道に偏っており、地方小路線については全くの空白であることが問題視され始めた。しかし相手が法律であるため新たに路線計画を立てるには法改正が必要であり、極めて手続として煩雑であった。
そこで政府が眼をつけたのが当法である。法解釈を広げ、「高規格を必要としない路線で、地元に起業者がいないか将来的に有望な路線」に限り、当法を適用して帝国議会で予算承認をするだけで路線を建設出来るようにした。いわば国有の軽便鉄道で、「軽便線」という路線規格として鉄道敷設法が改正される1922年（大正11年）まで使用していた。
なお当法が廃止された後も制度が続いたのは、予算枠を1929年（大正18年＝昭和4年）まであらかじめ先取りしてあったためである。